# Sveti Bartul (Raša)
 Sveti Bartul  (olaszul: San Bortolo) falu Horvátországban, Isztria megyében. Közigazgatásilag Rašához tartozik.

## Fekvése
Az Isztria keleti részén, Labin központjától 3 km-re nyugatra, községközpontjától 2 km-re északra fekszik.

## Története
A településnek 1880-ban 125, 1910-ben 249 lakosa volt. Az I. világháború után Olaszországhoz került. A második világháború után Jugoszlávia része lett. A jugoszláv közigazgatás a korábban önálló Raša községet Labin városához csatolta. Önállóságát majd csak a független horvát államtól kapta vissza. Jugoszlávia felbomlása után 1991-ben a független Horvátország része lett. 2011-ben a falunak 227 lakosa volt.

## Nevezetességei
Szent Bertalan apostol tiszteletére szentelt temploma egyszerű, kőből épített egyhajós négyszög alaprajzú épület. Csúcsíves kapuzattal, homlokzata felett kis nyitott harangtoronnyal.

## Lakosság
| Lakosság változása | Lakosság változása | Lakosság változása | Lakosság változása | Lakosság változása | Lakosság változása | Lakosság változása | Lakosság változása | Lakosság változása | Lakosság változása | Lakosság változása | Lakosság változása | Lakosság változása | Lakosság változása | Lakosság változása | Lakosság változása |
| ------------------ | ------------------ | ------------------ | ------------------ | ------------------ | ------------------ | ------------------ | ------------------ | ------------------ | ------------------ | ------------------ | ------------------ | ------------------ | ------------------ | ------------------ | ------------------ |
| 1857               | 1869               | 1880               | 1890               | 1900               | 1910               | 1921               | 1931               | 1948               | 1953               | 1961               | 1971               | 1981               | 1991               | 2001               | 2011               |
| 0                  | 0                  | 125                | 143                | 216                | 249                | 0                  | 0                  | 216                | 235                | 234                | 211                | 205                | 255                | 185                | 227                |